# Убіхінон

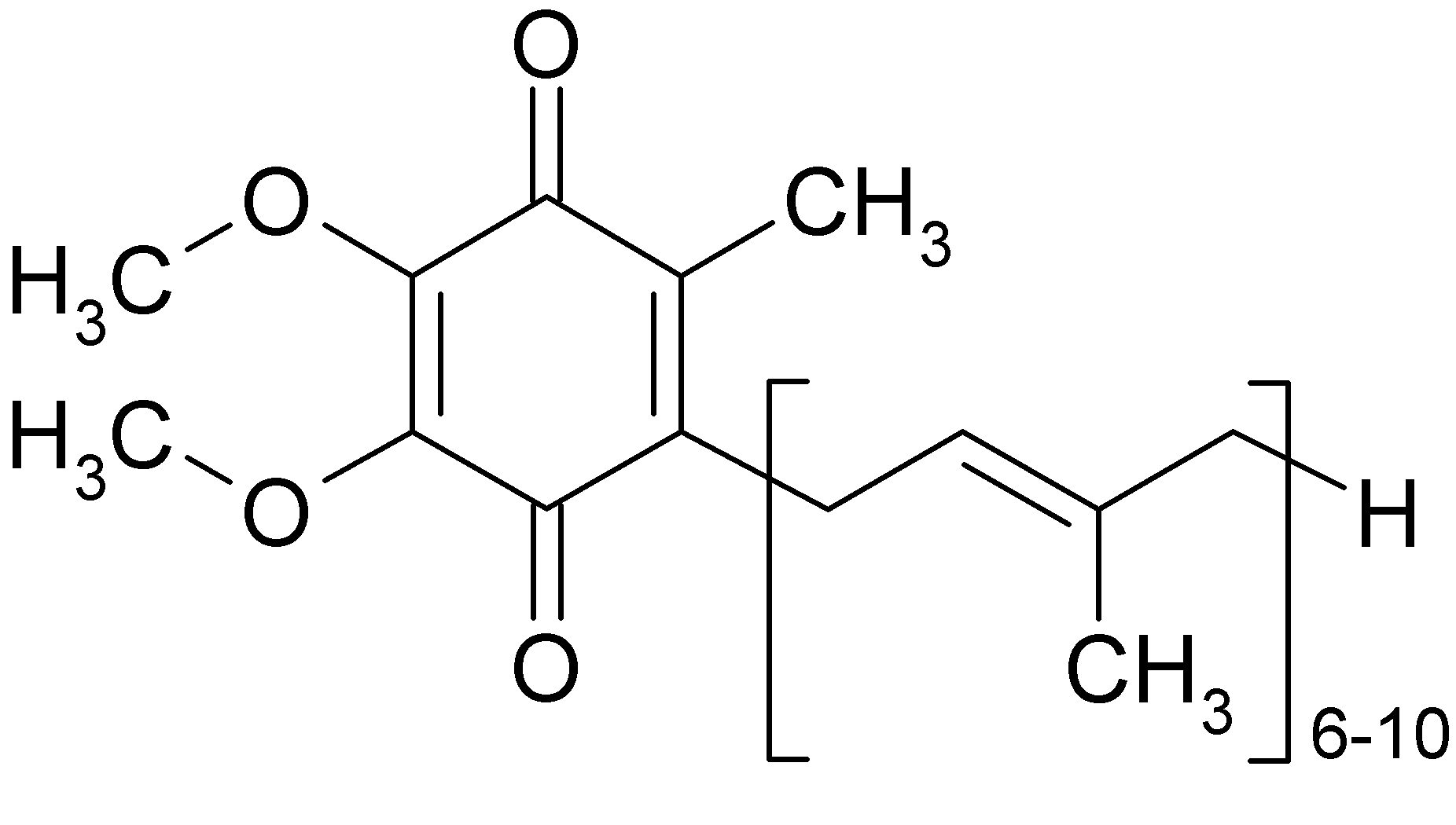
Структурна формула убіхінону

Убіхінон або кофермент Q10, коензим Q10 (також відомий як убідекаренон, кофермент Q, CoQ10, CoQ, Q10, або Q) — бензохінон із 10 ізопреновими хімічними групами.
Убіхінон відносять також до вітаміноподібних сполук. Ця сполука виявлена в більшості рослинних і тваринних клітин. Вона також синтезується в організмі людини із амінокислоти тирозину, через що її не відносять до вітамінів, хоча її роль у метаболічних процесах організму аналогічна вітамінам. Щоденно в організм людини з їжею надходить близько 3-5 мг, в основному з м'ясом і рибою. До 95 % енергії організму активується за участю Q10, який незамінний для функціонування організму.
Q10 відіграє роль в мітохондріальному окислювальному фосфорилюванні, сприяючи виробленню аденозинтрифосфату (АТФ), який бере участь у передачі енергії всередині клітин.
Дози 100—300 мг на день можуть викликати безсоння або підвищувати рівень ферментів печінки. Метод оцінки ризику за спостережуваним безпечним рівнем показав, що докази безпеки є прийнятними при прийомі до 1200 мг на день.
Понад 35 років Q10 застосовують у лікуванні різних серцево-судинних захворювань. Вчені пов'язують його роль у функціонуванні серцево-судинної системи з його антиоксидативними функціями і здатністю підвищувати синтез енергії в серці.
Завдяки останнім досягненням науки й технології спеціалісти швейцарської компанії DSM Nutritional Products (раніше відомої як «Рош Вітаміни») вдалося отримати із кристалічного коферменту Q10 фармацевтичної якості нові високотехнологічні форми Q10, які спеціально призначені для таблетування і створення функціональних продуктів харчування. Ці форми характеризуються високою біодоступністю і стабільністю, технологічні для використання в різних галузях харчової промисловості.
Завдяки унікальним властивостям коферменту Q10 кількість ідей і концепцій щодо створення нових привабливих для споживачів продуктів необмежена, зокрема енергетичні продукти для спортсменів, для жінок і підтримання їх привабливості, для профілактики серцево-судинних захворювань, продукти, які уповільнюють старіння, антиоксидантні та ін.
Найбільша кількість Q10 у харчових продуктах міститься в оліях (мг/кг): соєвій (54–280), оливковій (40–160), ріпаковій (64–73), з виноградних кісточок (64–73), а також у серці яловичини (113) та деяких інших продуктах.